# Choerodon cauteroma
Choerodon cauteroma är en fiskart som beskrevs av Martin F. Gomon och Allen, 1987. Choerodon cauteroma ingår i släktet Choerodon och familjen läppfiskar. IUCN kategoriserar arten globalt som livskraftig. Inga underarter finns listade i Catalogue of Life.